# Seznam televizních stanic v Česku
Toto je seznam většiny televizních stanic, které jsou dostupné u velkých tv operátorů v Česku přes sítě DVB-T2 (pozemní vysílače), DVB-C (kabelová síť), DVB-S/DVB-S2 (satelit) nebo IPTV (internet).

## Celoplošné pozemně šířené multiplexyDVB-T2

### Multiplex 21
Vlastníkem sítě je Česká televize, technicky ji zajišťují České Radiokomunikace.
- ČT1 HD
- ČT1 JM HD
- ČT1 JZČ HD
- ČT1 SM HD
- ČT1 SVČ HD
- ČT2 HD
- ČT24 HD
- ČT Sport HD
- ČT :D HD/ČT art HD

### Multiplex 22
Vlastníkem a provozovatelem sítě jsou České Radiokomunikace.
- CNN Prima News HD
- Nalaďte se na digitální vysílání CRA
- Óčko
- Óčko Star
- Prima
- Prima +1
- Prima Cool
- Prima Krimi
- Prima Love
- Prima Max
- Prima Show
- Prima Star
- Prima Zoom
- Retro Music TV

### Multiplex 23
Vlastníkem a provozovatelem sítě je Czech Digital Group, technicky ji zajišťuje její majitel České Radiokomunikace.
- A11
- Barrandov TV
- Barrandov Kino
- Barrandov Krimi
- DVTV Extra
- HIT TV
- Nova
- Nova Cinema
- Seznam.cz TV
- Spektrum Home
- Sporty TV
- TraLaLa
- TV Noe
- Warner TV
- Test

### Multiplex 24
Vlastníkem a provozovatelem sítě je Digital Broadcasting, s. r. o.
Celoplošně vysílané stanice:
- 1 Šláger
- 2 Šláger
- ABC TV
- CS Mystery
- DB Test 1
- DB Test 2
- JOJ Family
- Nova
- Nova Action
- Nova Fun
- Nova Gold
- Nova Lady
- OK TV
- Paramount Network
- Relax
- Rebel
- Televize přes anténu

Regionálně vysílané stanice:
- i-Vysočina.cz (Vysočina)
- JČ1 Televize Jižní Čechy(jižní Čechy)
- Kurýr TV (jižní Čechy)
- LTV PLUS (severní Morava)
- Polar HD (severní Morava)
- Praha TV (Praha, střední Čechy)
- RTM+ Liberecko (Liberecký kraj)
- TV Brno 1 (jižní Morava)
- TV Morava (vybrané oblasti Moravy)
- TVS (vybrané oblasti Moravy)
- TV ZAK (vybrané oblasti Čech)
- Ústecká TV (severní Čechy)
- V1 (vybrané oblasti Čech)

## Regionální pozemně šířené multiplexy DVB-T / DVB-T2
| Regionální síť           | Provozovatel                      | Oblast vysílání | Obsah                                                                |
| ------------------------ | --------------------------------- | --- | -------------------------------------------------------------------- |
| 1                        | Meridi                            | České Budějovice, Strašice, Kamýk nad Vltavou | JČ1 TV Kurýr TV A11 Náš region TV                                    |
| 4                        | České radiokomunikace             | Praha | Praha TV                                                             |
| 5                        | CMS TV                            | Svitavy, Litomyšl | CMS TV                                                               |
| 6                        | AV Park                           | Praha 13 | TV13 SD TV13 HD                                                      |
| 7                        | Progress Digital                  | Praha, Brno | Televize přes anténu                                                 |
| 8                        | České Radiokomunikace             | Plzeň, Liberec, Ústí nad Labem, Karlovy Vary, České Budějovice, Pardubice, Jihlava, Uherský Brod, Trutnov, Teplice, Svitavy, Most, Jablonec nad Nisou, Děčín, Hradec Králové, Blansko | Óčko Black Óčko Expres                                               |
| 11                       | pHMedia                           | Beroun, České Budějovice, Havlíčkův Brod, Kladno, Jihlava, Humpolec, Praha, Pelhřimov, Plzeň, Tábor, Teplice, Třebíč, Zlín, Žďár nad Sázavou, Velké Meziříčí, Pacov, Olomouc          | i-Vysočina.cz iVodárenství Praha TV Televize R TV Morava Plzeň TV HD |
| 12                       | České Radiokomunikace             | Praha | Óčko Black Óčko Expres                                               |
| 14                       | Jindřichohradecká telekomunikační | Dačice, Jindřichův Hradec | Datel HD JHTV HD JČ1 TV Kurýr TV                                     |
| 15                       | Ing. Vladimír Bílý                | Adamov | TV Adamov                                                            |
| 16                       | Nataša Pštrossová                 | Příbram, Kamýk nad Vltavou | TV Fonka                                                             |
| 18                       | JC Media                          | Český Krumlov | JČ1 TV Kurýr TV                                                      |
| 21                       | TvSat                             | Mariánské lázně | TVML HD                                                              |
| 2, 3, 10, 13, 17, 19, 20 | nejsou v provozu                  | |                                                                      |

## Kabelové, satelitní a IPTV televize

### Filmové a zábavní
- ABC TV
- AMC
- AXN
- AXN Black
- AXN Movies
- AXN Mystery
- AXN Sci-Fi
- AXN Spin
- AXN White
- Barrandov TV
- Barrandov Kino
- Barrandov Krimi
- BBC First
- Canal+ Action
- Cinemax
- Cinemax 2
- Comedy Central (oznámeno ukončení vysílání k 31.12.2025)
- CS Film
- CS Horror
- Dvojka
- Epic Drama
- Fameplay.tv
- Film+
- FilmBox
- FilmBox Action
- FilmBox Arthouse
- FilmBox Extra
- FilmBox Family
- FilmBox Premium
- FilmBox Stars
- Film Europe Channel
- Film Europe Plus
- FunBox UHD
- HaHa TV
- HBO
- HBO 2
- HBO 3
- Insight TV
- Jednotka
- JOJ +1
- JOJ
- JOJ Cinema
- JOJ Family
- JOJ Plus
- JOJ Wau
- Markíza +1
- Markíza
- Markíza Dajto
- Markíza Doma
- Markíza International
- Nova
- Nova Action
- Nova Cinema
- Nova Fun
- Nova Gold
- Nova Lady
- Nova International
- OK TV
- Paramount Network (oznámeno ukončení vysílání k 31.12.2025)
- Prima +1
- Prima
- Prima Cool
- Prima Krimi
- Prima Love
- Prima Max
- Prima SK
- Prima Show
- Prima Star
- Relax
- Qyou
- Seznam.cz TV
- Shorts TV
- Story4
- TCM
- Turbo TV
- TV1000 Global Kino
- Viasat True Crime

### Dokumentární, vzdělávací a volný čas
- Adventure TV
- Animal Planet
- Crime and Investigation Network
- CS History
- CS Mystery
- Da Vinci Learning
- Discovery Channel
- DocuBox
- E!
- English Learning Club TV
- FashionBox
- Fashion TV
- FilmBox Arthouse
- Fishing & Hunting Channel
- Food Network
- Ginx TV
- HGTV
- History2
- History Channel
- Hobby TV
- ID Discovery
- ID Xtra
- InUltra
- MB Live
- Mňam TV
- Mňau TV
- NASA UHD
- National Geographic Channel
- Nat Geo People
- Nat Geo Wild
- Nautical
- Love Nature
- Park TV
- Prima Zoom
- Spark TV
- Spektrum
- Spektrum Home
- TLC
- Travel Channel
- TravelXp
- TV Noe
- TV Noe+
- TV Paprika
- Viasat Explore
- Viasat History
- Viasat Nature

### Sportovní
- Arena Sport 1
- Arena Sport 2
- Auto Motor Sport
- Blackbelt TV
- Canal+ Sport
- Canal+ Sport 2
- Digi Sport 1
- Digi Sport 2
- Digi Sport 3
- Digi Sport 6
- Digi Sport 7
- Digi Sport 8
- Digi Sport 9
- eSports TV
- eSportsONE TV
- Eurosport 1
- Eurosport 2
- Extreme Sports Channel
- FastBox&Fun
- Fightbox
- Fit TV
- Gametoon TV
- Ginx TV
- Ginx eSports TV
- Golf Channel
- Chuck TV
- InTrouble
- JOJ Šport
- JOJ Šport Plus
- Nova Sport 1
- Nova Sport 2
- Nova Sport 3
- Nova Sport 4
- Nova Sport 5
- Nova Sport 6
- Oneplay Sport 1
- Oneplay Sport 2
- Oneplay Sport 3
- Oneplay Sport 4
- Oneplay Sport MD 2
- Oneplay Sport MD 3
- Oneplay Sport MD 4
- Oneplay Sport MD 5
- Oneplay Sport MD 6
- Oneplay Sport MD 7
- Oneplay Sport MD 8
- Outdoor Channel
- Premier Sport
- Premier Sport 2
- Premier Sport 3
- Sport 1
- Sport 2
- Sport 3
- Strike TV
- Šport
- Volant TV

### Pro děti a mládež
- Baby tv
- Bambule TV
- Cartoonito
- Cartoon Network
- ČT :D
- Disney Channel
- Disney Junior
- Duck TV
- Duck TV Plus
- HaHa TV
- JimJam
- Jojko
- Lala TV
- Minimax
- Nickelodeon
- Nick Jr Czech
- Nicktoons
- Rick
- Rick Plus
- Top Kids
- TraLaLa
- Ťuki TV

### Hudební
- 1 Šláger
- 2 Šláger
- 360 TuneBox
- BRAVA HDTV
- Country No. 1
- Lounge TV
- Mezzo
- Mezzo Live
- Music Channel
- Music Choice
- Mooz Dance
- Muzsika TV
- MTV 00's (oznámeno ukončení vysílání k 31.12.2025)
- MTV 80s (oznámeno ukončení vysílání k 31.12.2025)
- MTV 90s (oznámeno ukončení vysílání k 31.12.2025)
- MTV Base
- MTV Classic
- MTV Club (oznámeno ukončení vysílání k 31.12.2025)
- MTV Europe
- MTV Hits (oznámeno ukončení vysílání k 31.12.2025)
- MTV Live (oznámeno ukončení vysílání k 31.12.2025)
- Nick Music (oznámeno ukončení vysílání k 31.12.2025)
- Now
- Óčko
- Óčko Black
- Óčko Expres
- Óčko Star
- Power TV
- Rebel
- Stingray Classica
- Stingray CMusic
- Stingray iConcerts
- Šláger Premium
- TV Písnička
- Qyou
- Unitel Classica

### Erotické
- Babes TV
- Brazzers TV Europe
- Daring TV!
- Desire
- Dorcel TV
- Dorcel XXX TV
- Dusk TV
- EroX
- EroXXX
- Extasy TV
- Hustler Blue
- Hustler TV
- Leo TV
- Leo TV Gold
- Man-X
- Passion XXX
- Penthouse Black
- Penthouse Gold
- Penthouse Passion
- Penthouse Reality
- Private TV
- Playboy TV
- Pure Babes
- Reality Kings TV
- Redlight TV
- Spice Platinum
- SuperOne
- True Amateurs
- Vivid TV Europe
- Vixen
- XMO

### Zpravodajské
- :24
- Aktuálně.tv
- BBC world news
- Bloomberg
- CNN
- CNN Prima News
- ČT 24
- DVTV
- DVTV Extra
- Euronews
- FILMpro
- France24
- Info TV Brno a Jižní Morava
- i-Vysočina.cz
- JČ1 Televize Jižní Čechy
- JOJ 24
- KLADNo1.TV
- Kurýr TV
- LTV Plus
- Oik TV
- Plzeň TV
- Polar
- Polar 2
- TA3
- TV Beskyd
- TV Brno 1
- TV Morava
- TVS
- TV5 Monde
- V1
- V.O.X. TV
- VyMik

## Zaniklé televize
| Televize                          |  | Doba vysílání           | Poznámky |
| --------------------------------- |  | ----------------------- | --- |
| OK3                               |  | 14.05.1990 – 31.12.1992 | následně ČT3 |
| ČTV                               |  | 01.09.1990 – 31.12.1992 | následně ČT1 |
| F1                                |  | 03.09.1990 – 31.12.1992 | První televize v ČSFR, následně ČT2                                                                               |
| ČT3                               |  | 01.01.1993 – 03.02.1994 | následně krátkodobě ČT2, posléze kmitočty TV Nova, následně použit název kanálu ČT3 pro dočasný kanál pro seniory |
| FilmNet                           |  | 01.12.1994 – 17.12.1996 | |
| Premiéra TV                       |  | 20.06.1993 – 03.01.1997 | následně Prima televize                                                                                           |
| Cable Plus Film (Kabel Plus Film) |  | 19.12.1995 – 28.05.1998 | |
| Max 1                             |  | 22.11.1994 – 01.03.2001 | následně Spektrum                                                                                                 |
| TV3                               |  | 25.05.2000 – 18.12.2001 | SBS Broadcasting                                                                                                  |
| TV Galaxie                        |  | 01.11.1996 – 01.04.2002 | následně Galaxie Sport                                                                                            |
| Supermax                          |  | 22.11.1994 – 15.09.2004 | |
| Fox Kids                          |  | 01.10.2000 – 01.01.2005 | následně Jetix |
| TV Praha, TV Hradec Králové       |  | 01.02.2002 – 12.07.2005 | nyní Prahu reprezentuje Praha TV, Hradec Králové a východ reprezentuje V1 TV                                      |
| Reality TV                        |  | 10.11.2002 – 26.06.2006 | následně Zone Reality                                                                                             |
| Top TV                            |  | 05.09.2005 – 31.07.2007 | |
| 24.cz                             |  | 28.09.2004 – 01.09.2007 | |
| Galaxie Sport                     |  | 01.04.2002 – 04.10.2008 | následně Nova Sport                                                                                               |
| Jetix                             |  | 01.01.2003 – 19.09.2009 | následně Disney Channel                                                                                           |
| Hallmark Channel                  |  | 29.05.1998 – 03.09.2010 | následně Universal Channel                                                                                        |
| Z1                                |  | 01.06.2008 – 24.01.2011 | |
| Public TV                         |  | 28.05.2007 – 31.05.2011 | následně Stil TV                                                                                                  |
| RTA                               |  | 08.09.2004 – 03.01.2012 | |
| TV Patriot                        |  | 30.05.2006 – 01.08.2012 | |
| Stil TV                           |  | 03.01.2012 – 01.08.2012 | následně Šlágr TV                                                                                                 |
| Zone Reality                      |  | 27.06.2006 – 03.12.2012 | následně CBS Reality                                                                                              |
| Zone Romantica                    |  | 03.09.2007 – 03.12.2012 | následně CBS Drama                                                                                                |
| Genus Plus                        |  | 01.02.2012 – 01.02.2013 | |
| TV Pětka                          |  | 15.10.2012 – 04.02.2013 | |
| TIP TV                            |  | 26.04.2013 – 01.06.2013 | |
| Prima family                      |  | 01.01.2012 – 01.08.2013 | následně Prima TV                                                                                                 |
| TV Pohoda                         |  | 25.06.2012 – 09.10.2013 | následně Relax, pro hudbu Rebel                                                                                   |
| MTV Czech                         |  | 29.11.2009 – 31.12.2013 | |
| TV Fooor                          |  | 25.02.2013 – 31.12.2013 | |
| Inzert TV                         |  | 01.12.2012 – 01.02.2014 | |
| Animax                            |  | 11.04.2007 – 31.03.2014 | následně C8 |
| Slovak Sport.TV 3                 |  | 16.09.2013 – 15.01.2015 | |
| Musiq1                            |  | 10.10.2008 – 15.02.2015 | |
| Music Box                         |  | 01.12.2002 – 03.03.2015 | |
| Meteo TV                          |  | 01.05.2003 – 30.04.2015 | |
| Active TV                         |  | 22.04.2013 – 01.06.2015 | |
| Slovak Sport.TV 1                 |  | 01.07.2012 – 30.11.2015 | následně Arena Sport.TV1                                                                                          |
| Slovak Sport.TV 2                 |  | 01.08.2013 – 30.11.2015 | následně Arena Sport.TV2                                                                                          |
| C8                                |  | 05.05.2014 – 31.12.2015 | |
| TLTV                              |  | 19.08.2013 – 01.03.2016 | |
| Fun1                              |  | 12.12.2005 – 06.04.2016 | |
| HD+                               |  | 18.05.2010 – 06.04.2016 | |
| Universal Channel ČR / SR         |  | 03.09.2010 – 01.07.2016 | ukončena distribuce pro ČR / SR                                                                                   |
| Kino CS                           |  | 01.11.2009 – 15.11.2016 | následně Československo HD                                                                                        |
| Muzika CS                         |  | 21.04.2010 – 30.11.2016 | |
| TV Regina                         |  | 03.03.2014 – 08.12.2016 | |
| Barrandov Muzika                  |  | 05.09.2015 – 01.01.2017 | následně Barrandov Family                                                                                         |
| TV Fanda                          |  | 14.07.2012 – 04.02.2017 | následně Nova Action                                                                                              |
| TV Smíchov                        |  | 23.12.2012 – 04.02.2017 | následně Nova 2                                                                                                   |
| Nova News                         |  | 12.07.2012 –21.04.2014  | |
| TV Telka                          |  | 22.02.2013 – 04.02.2017 | následně Nova Gold                                                                                                |
| Doku CS                           |  | 01.03.2010 – 11.04.2017 | obsah přesunut na TV Československo                                                                               |
| TV Harmonie                       |  | 16.06.2011 – 30.06.2017 | |
| Barrandov Family                  |  | 01.01.2017 – 28.10.2018 | následně Barrandov News                                                                                           |
| Festival TV                       |  | 15.11.2016 – 17.11.2018 | následně Be2Can Archivováno 17. 11. 2018 na Wayback Machine.                                                      |
| Barrandov Plus                    |  | 16.05.2015 – 01.02.2019 | následně Barrandov Krimi                                                                                          |
| TUTY                              |  | 01.06.2017 – 12.03.2019 | |
| CS Mini                           |  | 08.10.2008 – 30.11.2019 | zaniká jako kanál, obsah přesunut do ranního vysílání CS Film                                                     |
| Horor Film                        |  | 14.02.2013 – 30.11.2019 | následně CS Horror                                                                                                |
| KinoSvět                          |  | 01.03.2013 – 30.11.2019 | následně CS Mystery                                                                                               |
| WAR Svět válek                    |  | 03.10.2017 – 30.11.2019 | následně CS History                                                                                               |
| Megamax                           |  | 18.04.2011 – 31.12.2019 | |
| Rebel 2 Slušnej kanál             |  | 23.04.2012 – 06.04.2020 | |
| Československo                    |  | 15.11.2016 – 04.05.2020 | obsah přesunut na Film Europe+                                                                                    |
| Be2Can                            |  | 17.11.2018 – 04.05.2020 | obsah přesunut na Film Europe+                                                                                    |
| Nalaďte se na DVB-T2 (infokanál)  |  | 03.09.2019 – 31.10.2020 | |
| Barrandov News                    |  | 28.10.2018 – 30.11.2020 | |
| Prima Comedy Central              |  | 14.12.2015 – 12.01.2021 | následně Paramount Network TV                                                                                     |
| Naživo                            |  | 20.11.2020 – 20.01.2021 | |
| Nova 2                            |  | 04.02.2017 – 20.09.2021 | následně Nova Fun                                                                                                 |
| Šlágr TV                          |  | 01.08.2012 – 31.10.2021 | |
| Šlágr 2                           |  | 25.11.2017 – 30.11.2021 | |
| Klenot TV                         |  | 10.12.2019 – 30.11.2021 | |
| Galerie TV                        |  | 14.11.2018 – 31.01.2022 | |
| Regionálnítelevize.cz             |  | 01.04.2012 – 31.10.2022 | následně Náš region TV                                                                                            |
| Dofe                              |  | 02.05.2022 – 31.10.2022 | |
| JČ2 Televize Jižní Čechy          |  | 06.01.2021 – 31.10.2022 | následně Kurýr TV                                                                                                 |
| ČT3                               |  | 23.03.2020 – 01.01.2023 | |
| UP network                        |  | 14.04.2017 – 14.03.2023 | následně Spark TV                                                                                                 |
| Náš region TV                     |  | 01.11.2022 – 27.04.2023 | následně A11 TV                                                                                                   |
| Sport 5                           |  | 02.05.2008 – 13.07.2023 | |
| TV Natura                         |  | 16.02.2018 – 15.06.2023 | |
| O2 TV Sport                       |  | 15.08.2015 – 09.03.2025 | následně obsah začleněn do Oneplay Sport 1 - 4                                                                    |
| O2 TV Fotbal                      |  | 08.08.2016 – 09.03.2025 | následně obsah začleněn do Oneplay Sport 1 - 4                                                                    |